# پریژپولجه
پریژپولجه (به صربی: Prijepolje) یک روستا در صربستان است که در شومادئیا و صربستان غربی واقع شده‌است. پریژپولجه ۵۵۷ متر بالاتر از سطح دریا واقع شده‌است.

## خواهرخوانده
شهرهای کونیز، ایوب و آرانجلوواس خواهرخوانده‌های پریژپولجه هستند.